# Reinøya (Karlsøy)

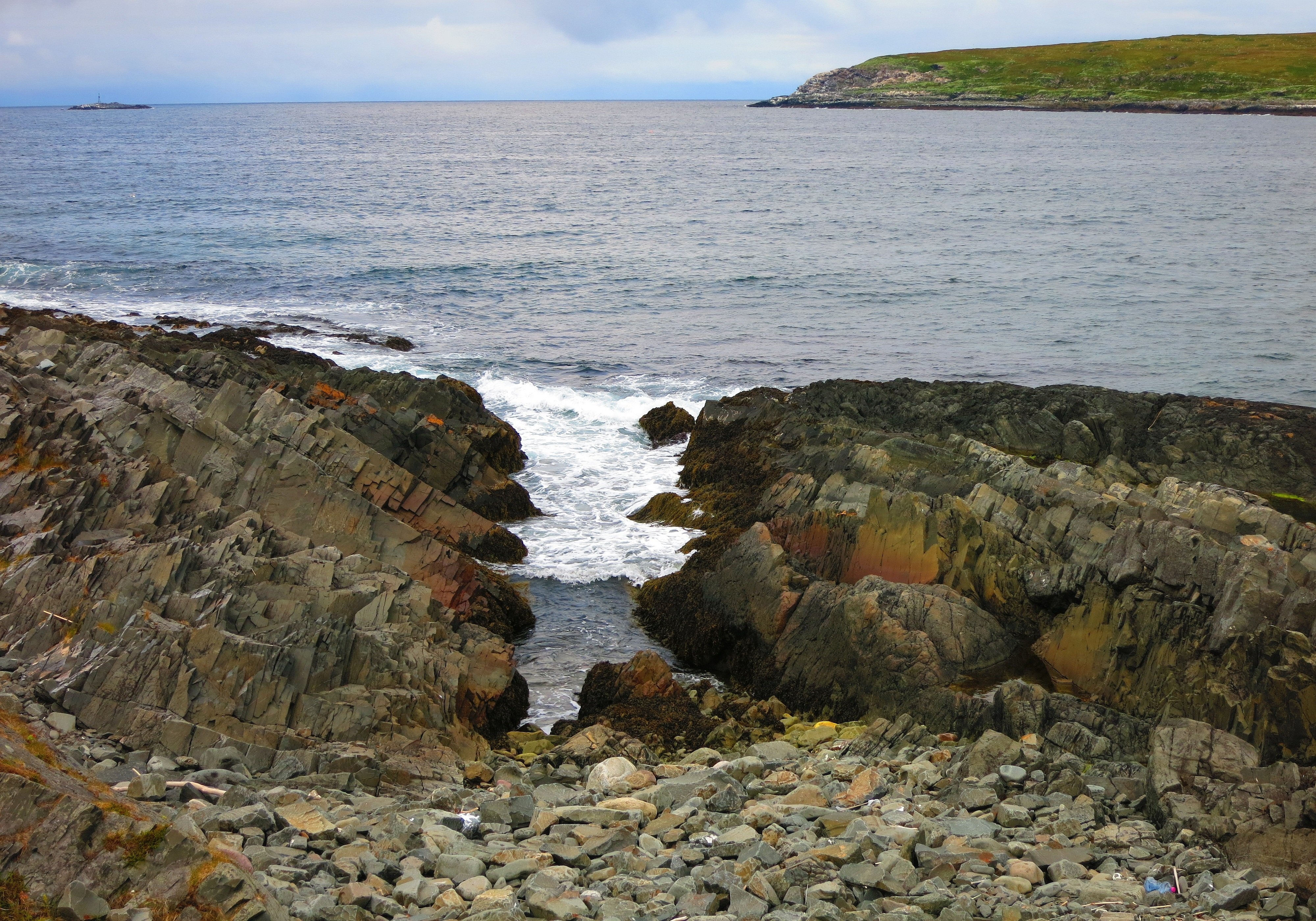
Blick von der Ostküste der Insel Vardøya nach Nordosten. Minifjord im Vordergrund und die Insel Reinøya im Hintergrund. (Finnmark, Norwegen)

Reinøya (nordsamisch Ráidna) ist eine Insel in der Kommune Karlsøy in der norwegischen Provinz Troms.

## Lage
Die Insel liegt auf der Westseite des Ullsfjorden, ca. 35 km nordöstlich von Tromsø. Westlich von Reinøya liegt die Insel Ringvassøya. Die beiden Inseln sind durch den Langsundet voneinander getrennt.

## Geografie
Reinøya ist auf Platz 30 der größten Inseln Norwegens. Die Insel hat mehrere Berge, Täler, Bäche und sogar kleine Binnenseen. Der Reinskartinden (883 moh.) ist die höchste Erhebung.
Die größten Siedlungen sind der Hauptort Stakkvik sowie Nordeidet, Finnkroken und Grøtnesdalen.
Bis zum 1. Januar 2008 gehörte der südliche Teil der Insel zur Kommune Tromsø.

## Name
Der Name Reinøy kommt angeblich von dem Wort Rentier (norwegisch rein).

## Verkehr

### Straßen
Der Fylkesvei 7908 (ehem. Fylkesvei 301) geht von Nordeidet bis Grøtnesdalen 50,5 km fast um die ganze Insel mit einer Lücke von ca. 10 km auf der Südostseite der Insel.

### Fähre
Von Stakkvik (Reinskar Ferjekai) fährt elf Mal am Tag eine Fähre des Fährunternehmens Torghatten Nord nach Hansnes auf Ringvassøya, Fahrzeit 20 Minuten.

### Unterwassertunnel (Projekt)
Anfang der 2010er Jahre plante man, die Insel mit einem Unterwassertunnel unter dem Langsundet mit der Nachbarinsel Ringvassøya zu verbinden. Das Tunnelbauprojekt sollte Langsundforbindelsen heißen und wurde auch beschlossen, die Umsetzung aber immer wieder verschoben.

## Persönlichkeiten
- Einar Berger, norwegischer Maler (1890–1961)[8]